# Tár
Tár (estilizado em maiúsculas como TÁR; mesmo título no Brasil e em Portugal) é um filme de drama psicológico de 2022, escrito e dirigido por Todd Field e estrelado por Cate Blanchett como uma renomada maestrina e compositora de música erudita chamada Lydia Tár. O elenco também inclui Noémie Merlant, Nina Hoss, Sophie Kauer, Julian Glover, Allan Corduner e Mark Strong. A trama gira em torno do cancelamento da personagem título após o surgimento de acusações de supostos abusos sexuais e morais.
Tár estreou no 79º Festival Internacional de Cinema de Veneza, em 1º de setembro de 2022, foi lançado nos Estados Unidos em 7 de outubro de 2022 pela Focus Features, e no Brasil em 26 de janeiro de 2023 pela Universal Pictures Brasil.
No Oscar 2023, Tár foi indicado em seis categorias, incluindo Melhor Filme, Melhor Diretor e Melhor Atriz.

## Sinopse
Situado em Berlim, no meio internacional da música erudita, o filme centra-se em Lydia Tár (Cate Blanchett), considerada uma das maiores compositoras e regentes vivas, sendo a primeira maestrina da principal orquestra alemã, a Orquestra Filarmônica de Berlim. 

## Elenco
- Cate Blanchett como Lydia Tár, uma maestrina e compositora de reputação mundial
- Noémie Merlant como Francesca, assistente de Lydia
- Nina Hoss como Sharon Goodnow, esposa de Lydia e a primeira violinista da orquestra filarmônica de Berlim
- Sophie Kauer como Olga Metkina, uma violoncelista russa
- Julian Glover como Andris Davis, um maestro aposentado e ex-integrante da Orquestra Filarmônica de Berlim
- Allan Corduner como Sebastian, um maestro assistente de longa data
- Mark Strong como Eliot Kaplan, um banqueiro de investimentos e maestro amador
- Sylvia Flote como Krista
- Adam Gopnik como ele mesmo
- Zethphan Smith-Gneist como Max, estudante Julliard
- Mila Bogojevic como Petra, filha de Lydia e Sharon

## Produção
Foi anunciado em abril de 2021 que Cate Blanchett estrelaria o primeiro filme escrito e dirigido por Todd Field após o hiatos de 15 anos do cineasta americano. Em setembro de 2021, Nina Hoss e Noémie Merlant se juntaram ao elenco, e Hildur Guðnadóttir tornou-se a compositora do filme. As filmagens começaram em agosto de 2021 em Berlim. Em entrevista ao The Guardian em outubro, Mark Strong revelou que havia terminado de filmar as cenas do filme.
Em um comunicado que acompanhado do primeiro trailer oficial, em agosto de 2022, Field confirmou ter escrito o roteiro especificamente para Blanchett e, que caso ela houvesse negado "o filme nunca teria visto a luz do dia".

## Estreia
Tár foi lançado mundialmente no 79º Festival Internacional de Cinema de Veneza, em 1º de setembro de 2022. Foi lançado nos cinemas dos Estados Unidos em 7 de outubro de 2022 pela Focus Features. No Brasil, o filme foi lançado em 26 de janeiro de 2023, pela Universal Pictures Brasil. E em Portugal, o filme foi lançado em 9 de fevereiro de 2023.

## Recepção
Tár recebeu ampla aclamação da crítica, com elogios particulares direcionados ao desempenho de Blanchett e à direção de Field. Em sua estreia em Veneza, o filme foi aplaudido de pé por seis minutos pelo público. No site Rotten Tomatoes, o consenso do site diz: "Liderado pela melodia crescente da performance perfeita de Cate Blanchett, Tár brinca brilhantemente no lado discordante do poder alimentado pela fama".

### Prêmios
| Prêmio                       | Data da cerimônia       | Categoria                  | Destinatário(s)                                                         | Resultado |
| ---------------------------- | ----------------------- | -------------------------- | ----------------------------------------------------------------------- | --------- |
| Festival de Cinema de Veneza | 10 de setembro de 2022  | Leão dourado               | Todd Field                                                              | Indicado  |
| Festival de Cinema de Veneza | 10 de setembro de 2022  | Copa Volpi de Melhor Atriz | Cate Blanchett                                                          | Venceu    |
| BAFTA                        | 19 de fevereiro de 2023 | Melhor Filme               | Todd Field, Scott Lambert, Alexandra Milchan                            | Indicado  |
| BAFTA                        | 19 de fevereiro de 2023 | Melhor Direção             | Todd Field                                                              | Indicado  |
| BAFTA                        | 19 de fevereiro de 2023 | Melhor Atriz               | Cate Blanchett                                                          | Venceu    |
| BAFTA                        | 19 de fevereiro de 2023 | Melhor Roteiro Original    | Todd Field                                                              | Indicado  |
| BAFTA                        | 19 de fevereiro de 2023 | Melhor Som                 | Deb Adair, Stephen Griffiths, Andy Shelley, Steve Single e Roland Winke | Indicado  |
| Oscar 2023                   | 12 de março de 2023     | Melhor Filme               | Todd Field, Scott Lambert, Alexandra Milchan                            | Indicado  |
| Oscar 2023                   | 12 de março de 2023     | Melhor Diretor             | Todd Field                                                              | Indicado  |
| Oscar 2023                   | 12 de março de 2023     | Melhor Atriz               | Cate Blanchett                                                          | Indicado  |
| Oscar 2023                   | 12 de março de 2023     | Melhor Roteiro Original    | Todd Field                                                              | Indicado  |
| Oscar 2023                   | 12 de março de 2023     | Melhor Fotografia          | Florian Hoffmeister                                                     | Indicado  |
| Oscar 2023                   | 12 de março de 2023     | Melhor Edição              | Monika Willi                                                            | Indicado  |